# Frickenhausen (Mellrichstadt)
Frickenhausen ist ein Gemeindeteil der Stadt Mellrichstadt im unterfränkischen Landkreis Rhön-Grabfeld in Bayern.

## Geografische Lage
Das Pfarrdorf liegt sieben Kilometer westlich von Mellrichstadt im Besengau. Einen Kilometer südlich des Orts befindet sich der Frickenhäuser See, ein mit Wasser gefüllter Erdtrichter. Durch Frickenhausen führt der Fränkische Marienweg.

## Geschichte

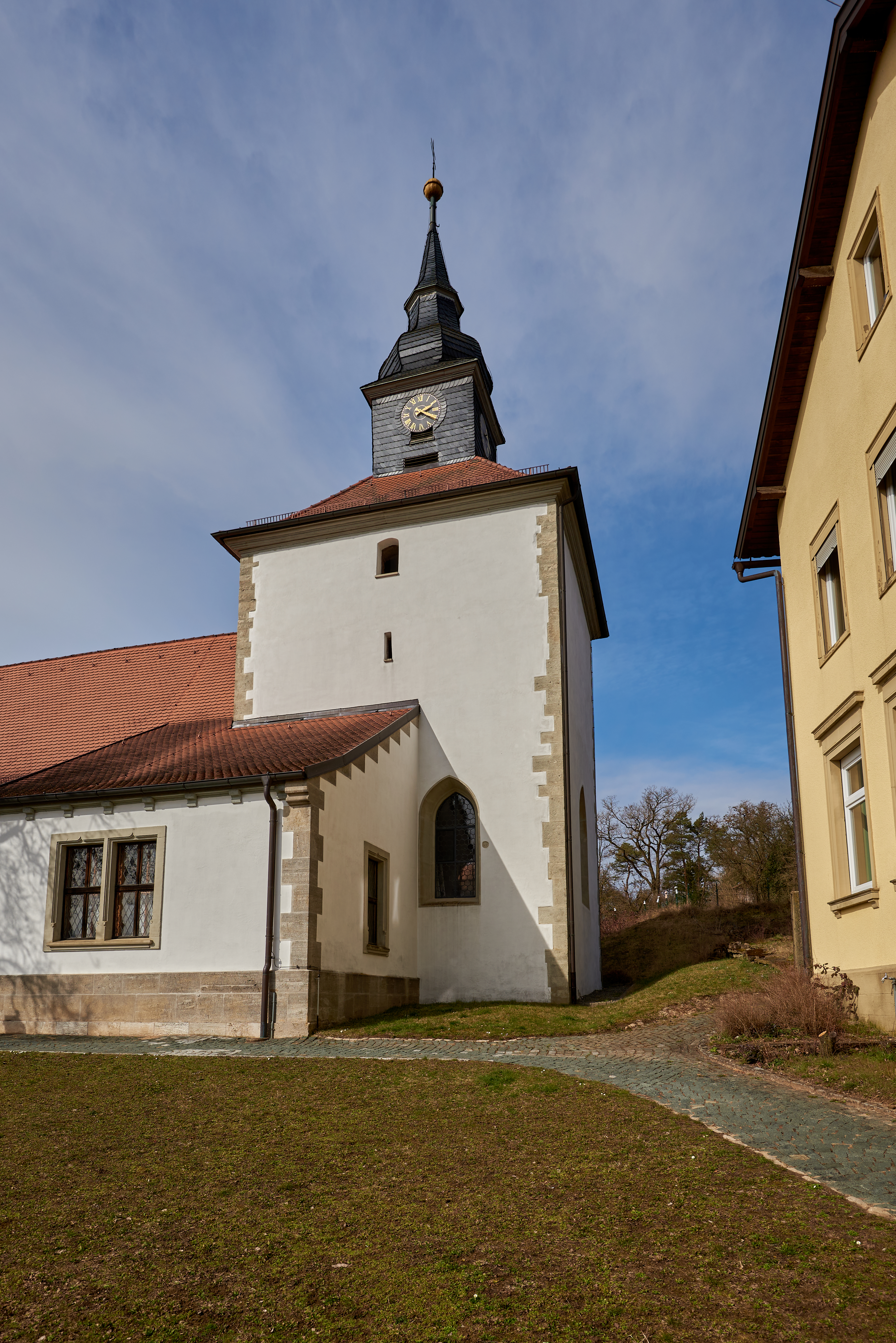
Kirche von Frickenhausen

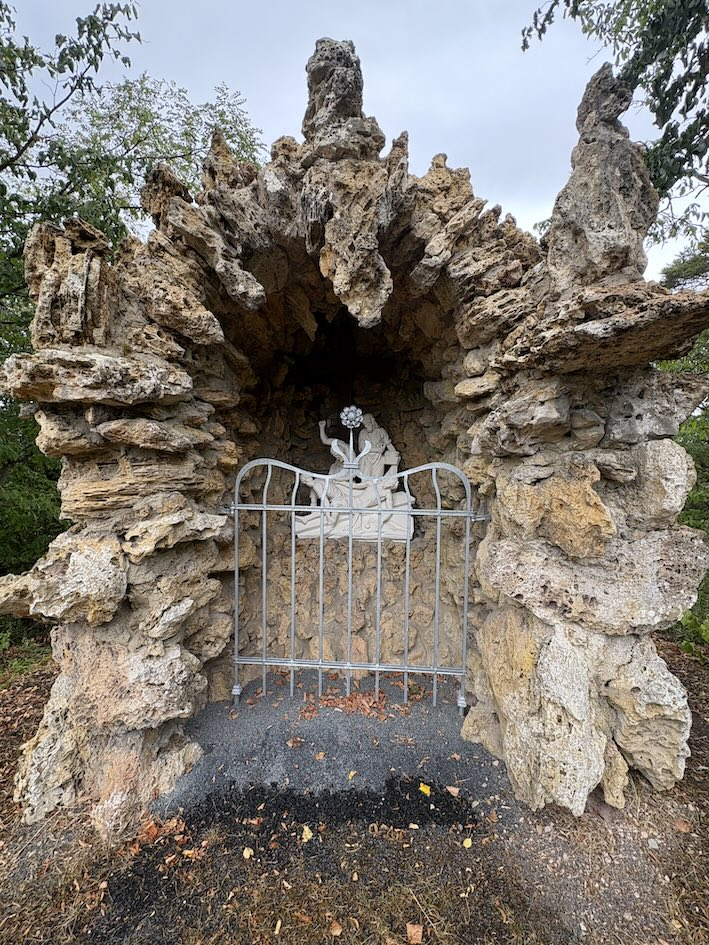
Station am Kalvarienberg beim Friedhof (Jesus wird an das Kreuz geschlagen)

Frickenhausen wurde um das Jahr 800 erstmals urkundlich erwähnt. Der Ort gehörte teilweise zum Klosteramt Wechterswinkel und zum Amt Mellrichstadt. Der Schultheiß wurde vom Kloster Wechterswinkel gestellt und die Geschichte des Ortes ist eng mit dem Kloster verbunden. Ein Zeichen dafür ist der sogenannte „Nonnenpfad“, der heute ein beliebter Wanderweg zwischen den beiden Orten ist. Auf dem Bergkegel Bilstein, der nördlich von Frickenhausen liegt, stand einst eine Burg mit zwei Wallgräben, deren Überreste noch heute zu finden sind. Die Burg gehörte den Grafen von Henneberg bzw. den Grafen von Bilstein. 1954 wurde auf dem Bilstein eine Marienkapelle errichtet.
1803 wurde Frickenhausen zugunsten Bayerns säkularisiert. Im Frieden von Preßburg wurde der Ort 1805 Erzherzog Ferdinand von Toskana zur Bildung des Großherzogtums Würzburg überlassen, mit welchem er 1814 endgültig an Bayern fiel. Im Zuge der Verwaltungsreformen in Bayern entstand mit dem Gemeindeedikt von 1818 die heutige Gemeinde. Der Ort gehörte ab 1817 zum Untermainkreis, der 1838 in Unterfranken und Aschaffenburg (später nur noch Unterfranken) umbenannt wurde.
Am 1. Januar 1972 wurde Frickenhausen in die Stadt Mellrichstadt eingegliedert.

## Kultur und Sehenswürdigkeiten

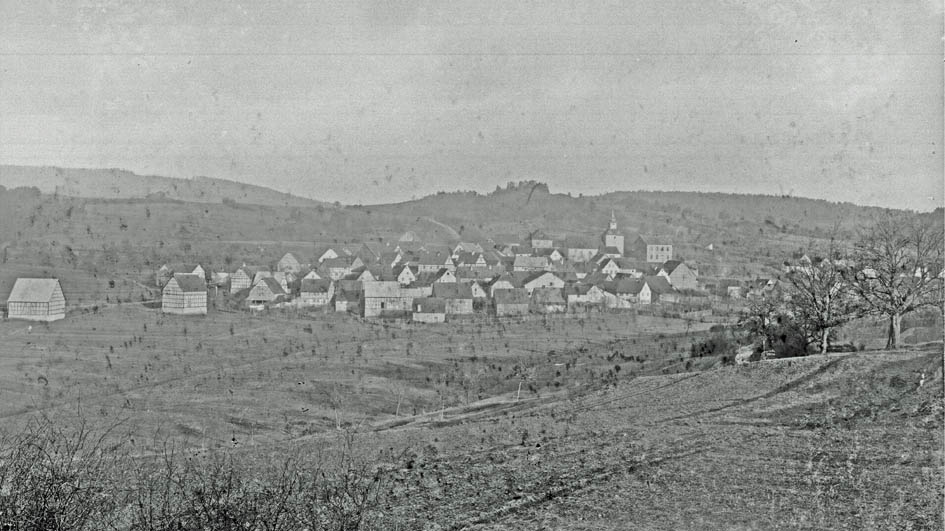
Frickenhausen fotografiert von Anton Tretter um 1900

### Kirche
Der Ort besitzt eine katholische Pfarrkirche, an der noch Reste ehemaliger Gaden zu erkennen sind.

## Veranstaltungen

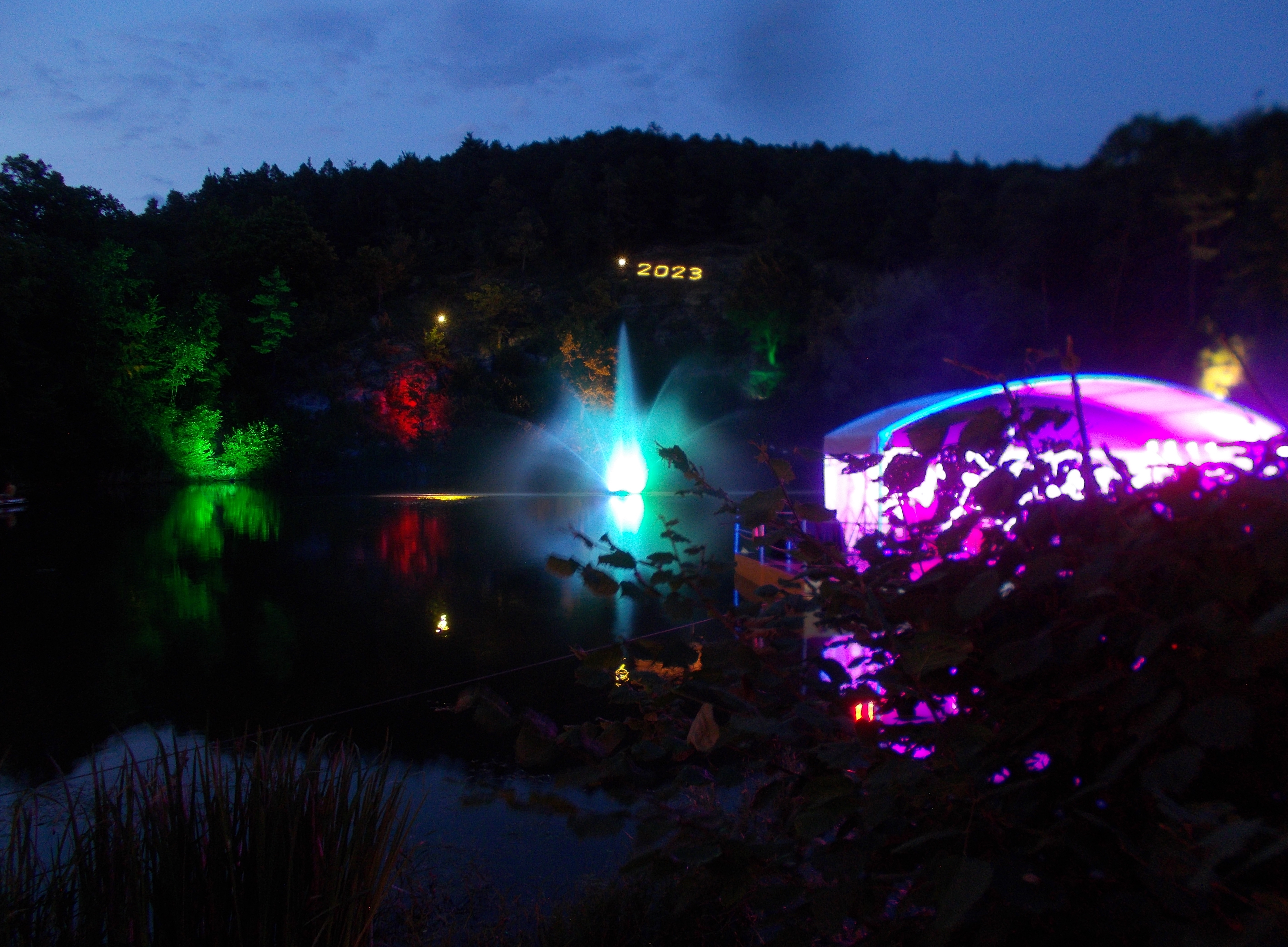
Seefest Frickenhausen 2023

Frickenhausener Seefest im Juli, ein Fest mit Feuerwerk, welches schon seit mindestens der 1950er Jahre alljährlich veranstaltet wird.